# NGC 5607
NGC 5607 (również IC 1005, PGC 51182 lub UGC 9189) – galaktyka spiralna (S/P), znajdująca się w gwiazdozbiorze Małej Niedźwiedzicy. Odkrył ją William Herschel 16 marca 1785 roku.